# هنوز ترینیتی هستم
هنوز ترینیتی هستم (ایتالیایی: ...continuavano a chiamarlo Trinità) فیلمی در ژانر وسترن اسپاگتی، کمدی و زوج هنری به کارگردانی انتسو باربونی و بازی ترنس هیل و باد اسپنسر است که در سال ۱۹۷۱ منتشر شد.
این فیلم دنباله فیلم به من میگن ترینیتی است.

## خلاصه داستان
دو برادر به قولی که هنگام مرگ پدرشان به او داده‌اند عمل کرده و تلاش می‌کنند تبدیل به قانون شکنانی موفق شوند. «بامبینو» تلاش می‌کند به «ترینیتی» جوانتر راه و روش زندگی را نشان دهد اما طبیعت و شخصیت آنها از این امر جلوگیری می‌کند و…

## بازیگران
- ترنس هیل - ترینیتی
- باد اسپنسر - بامبینو
- یانتی سومر - دوست‌دختر ترینیتی، دختر مزرعه‌دار
- هری کری جونیور - پدر ترینیتی و بامبینو
- انتسو فی‌یرمونته - مزرعه‌دار سرگردان
- بنیتو استفانلی - استینگاری اسمیت
- فورتوناتو آرنا
- پوپو د لوکا
- جسیکا دابلین
- روبرتو دل‌آکوا